# Isu
Isu (auch Bimbia, Isubu, Isuwu, Su und Subu) ist eine Bantusprache und wird von circa 800 Menschen in Kamerun gesprochen. 
Sie ist im Département Fako in der Region Sud-Ouest verbreitet.

## Klassifikation
Isu ist eine Nordwest-Bantusprache und gehört zur Duala-Gruppe, die als Guthrie-Zone A20 klassifiziert wird.